# Filiberke
Filiberke is een personage uit de Vlaamse stripreeks Jommeke en tevens een van de beste vrienden van hoofdrolspeler Jommeke.

## Omschrijving
Filiberke is de beste vriend van Jommeke. Hij is net als Jommeke elf jaar oud. Hij draagt bijna altijd een korte zwarte broek, een paarse trui en daarboven een rood jasje dat altijd is dichtgeknoopt. Hij heeft als kind van Noord-Italiaanse immigranten zwart haar met een vooruitstekende kuif. Zijn oren staan heel laag aan zijn gezicht, zeker in vergelijking met Jommeke.
Aanvankelijk lispelt Filiberke in de reeks (enkel in eerste druk, weggelaten in herdrukte versie), maar vanaf het zevende album kan hij wel de letter 'R' uitspreken. Hij ontwikkelt zich doorheen de reeks tot een niet altijd even snuggere jongen en een echte speelvogel. In heel wat albums speelt hij de meest ongelooflijke dingen met een halsstarrigheid die vaak op de zenuwen van de andere personages werkt. Toch is hij vaak heel vindingrijk en bijdehand en kan hij vaak redding in benarde situaties brengen.
Filiberke heeft als huisdier een trouwe zwarte hond, Pekkie genaamd. Op de kermis heeft hij ooit een goudvis, genaamd Pistache, gewonnen. Maar die heeft hij later aan Jan Haring cadeau gegeven. (zie album album 171.) Zijn ouders komen maar laat in de reeks voor. Zijn vader lijkt als twee druppels op hem. Hij heeft hetzelfde kapsel en is zwart van haar. Het grootste verschil is de snor die Prosper, zijn vader, heeft. Zijn vader komt voor het eerst voor in album 26. Zijn moeder, Charlotte, heeft ook zwart haar. Ze is groter dan haar man en is slank. Doorgaans draagt ze groene kledij. Ze komt voor het eerst voor in album 45. De namen van Filiberkes ouders worden pas voor het eerst vermeld in album 152. In enkele albums wordt er nog andere familie van hem vermeld of afgebeeld, zoals zijn grootvader. Filiberke wordt in tegenstelling tot Jommeke vaak verliefd. Dit levert vaak jaloerse reacties op van Rozemieke die doorgaans met hem gekoppeld wordt.

## Albums
Filiberke komt in bijna alle albums voor. Hij komt niet voor in volgende albums : De jacht op een voetbal (eerste versie, wel in de latere herwerking), Op heksenjacht, Het verkeerde land, Dolle fratsen, Twee halve lappen, Prinses Pott, ...

## Uitspraak van zijn naam
Er circuleren twee soorten uitspraakvormen van zijn naam in Vlaanderen. Sommige mensen spreken zijn naam uit als "Fili-ber-eken", anderen spreken het fonetisch uit als "Filiberke".

## Vertalingen
Enkele Jommekes-albums zijn ook verschenen in andere landen en in deze vertalingen heeft Filiberke een aangepaste naam:
- Zweeds en Duits: Alexander